# 亨利·陶布
亨利·陶布（德語：Henry Taube，1915年11月30日—2005年11月16日），加拿大化學家。他的研究興趣是氧化還原反應，其中对金属配位化合物电子转移机理的研究更使得他獲1983年諾貝爾化學獎。

## 生平
父母源自德國，生於俄羅斯，後來遷到加拿大，因此他生於加拿大。父母均為農夫。童年時他就讀單室學校，中學時，他對英國文學甚感興趣，化學成績雖然不錯，但起初他對化學沒特別大的熱忱。當他在柏克萊加州大學修讀時，他感受到那裡的人對化學的熱誠、勇於承認不足和誠懇向人學習的態度，這深深了感動了他。

## 外部連結
- 以此文纪念刚去世的Henry Taube(转) （页面存档备份，存于）